# Vinci (jeu)
Pour les articles homonymes, voir Vinci.
Vinci est un jeu de société créé par Philippe Keyaerts en 1999 et édité par Jeux Descartes.
Small World, le successeur de Vinci, est sorti chez Days of Wonder en 2009. Les règles ont été refondues et le thème modifié (la Fantasy a remplacé le monde antique). L'éditeur propose dans la boîte deux plateaux réversibles pour adapter l'espace de jeu au nombre de joueurs.

## Principe général
Vinci est un jeu de stratégie où il est question de faire évoluer des civilisations sur une carte de l'Europe. Le principe veut que l'on choisisse les civilisations parmi six possibles. Chaque Civilisation a des particularités définies par une paire de marqueurs. Les civilisations ont toutes un nombre variable d'armées qui tend inévitablement à diminuer lors de leur expansion, mais aussi lors des conflits. Vient alors le moment du Déclin où l'on abandonne sa civilisation essoufflée pour en choisir une nouvelle et entrer de nouveau en lice.

## Règle du jeu

### But du jeu
Avoir amassé plus de points de victoire que ses adversaires à la fin du jeu.

### Matériel
- un plateau de jeu représentant des provinces
- 25 petits pions en bois (les armées) dans chacune des 6 couleurs
- 6 gros pions en bois marqueurs de score
- 33 pions en bois non colorés
- 52 tuiles de civilisation
- 45 marqueurs de déclin
- un sac en tissu
- 2 cartons de résumé des règles
- une règle du jeu

### Mise en place
Les joueurs démarrent avec 10 points de victoire. Chacun d'entre eux va choisir un des 6 couples de 2 tuiles civilisation en récupérant les éventuels points de victoire posés dessus. Choisir le premier couple de tuiles ne coûte rien, mais choisir un des couples suivants nécessite de laisser 2 points de victoire sur chacun des couples précédents.

### Déroulement
Au début du jeu les joueurs récupèrent le nombre de pions indiqué sur leurs tuiles civilisation. Les tuiles civilisation indiquent également les avantages à disposition du joueur : plus de facilité à conquérir les provinces, plus de points de victoire par province, etc.
Le joueur dont c'est le tour choisit une province de départ parmi celles composant l'extérieur du plateau. Les pions sont déposés de provinces en provinces jusqu'à ce qu'il n'y ait plus de pions disponibles. C'est la phase d'expansion. Le nombre de pions à déposer par province dépend du terrain (plaine, montagne...) et des éventuels pions adverses présents. À la fin de son tour le joueur peut réorganiser ses forces entre ses provinces (déplacer les pions entre les cases conquises) mais il doit conserver l'unité de son empire (les cases contrôlées par un joueur doivent toutes être adjacentes les unes aux autres). Le nombre de points de victoire acquis à ce tour est égal aux nombre de provinces contrôlées, hormis les montagnes.
Lors des tours ultérieurs, les joueurs peuvent continuer à étendre leur empire, ou décider du déclin de celui-ci en choisissant une nouvelle combinaison de 2 tuiles civilisation. Un joueur peut avoir un empire actif et un et un seul empire en déclin. Il marquera à chaque tour des points de victoire pour son empire actif et celui en déclin. Un empire en déclin ne peut plus s'étendre.

### Fin de partie et vainqueur
La partie se termine lorsqu'un joueur a atteint un nombre de points de victoire fonction du nombre de joueurs. Le tour de table se termine de façon que tout le monde ait joué le même nombre de tours de jeu. Le gagnant est celui qui a récupéré le plus de points de victoire.

## Récompense
- As d'or Jeu de stratégie 2000